# Río Yug
mo río Yug  (en ruso, Юг, que significa «Sur», aunque también puede venir del komi, por similitud a la voz de esta lengua para «río», que en finlandés es joki) es un río del norte de la Rusia europea, un afluente del Dvina Septentrional. Tiene una longitud de 574 km y drena una cuenca de 35.600 km² (similar en extensión a países como Taiwán o Moldavia).
Administrativamente, el río discurre por el óblast de Vólogda de Rusia.

## Geografía

Mapa en el que aparece el río Yug el cual, junto con el Sujona, da lugar al nacimiento del Dviná Septentrional

El río Yug tiene su fuente cerca de Nikolsk, en el óblast de Vólogda, y fluye en una dirección general sur-norte. Los ríos Yug y río Sújona unen sus aguas cerca de Veliki Ústiug para formar el Dviná Septentrional. Su caudal medio es de 292 m³/s, a 35 km de su confluencia con el Sújona. Es de régimen nival de llanura. Se hiela de octubre a abril.

### Afluentes
Sus principales afluentes son:
- río Luza (margen derecha), que es el más importante, con una longitud de 574 km, un caudal de 117 m³/s y una cuenca de 18.300 km²;
- río Shárzhenga (margen izquierda), con una longitud de 183 km, un caudal de 14 m³/s y una cuenca de 1500 km²;
- río Kichmenga (margen izquierda), con una longitud de 208 km, un caudal de 18,8 m³/s y una cuenca de 2330 km²;
- río Pushma (margen derecha);

## Hidrometría
El caudal del río ha sido observado durante 53 años (periodo 1936-88) en Gavrino, localidad situada a unos 35 km aguas arriba de su confluencia con el río Sújona, es decir, del lugar de formación del Dvina Septentrional.
En Gavrino, el caudal medio observado en este periodo ha sido de 290 m³/s para una superficie tomada de más o menos 34.800 km², cerca del 98% del total de la cuenca del río. La lámina de agua vertida anualmente en la cuenca ascendía a 263 mm, que se puede considerar como medianamente elevada.
El caudal medio mensual observado en marzo (mínimo de estiaje) es de 61 m³/s, apenas el 4,5% del caudal medio del mes de mayo (1.381 m³/s), lo que subraya la fuerte amplitud de las variaciones estacionales. En la observación de 53 años, el caudal mensual mínimo ha sido de 30,0 m³/s (enero de 1967), mientras que el caudal mensual máximo se elevaba a 2.720 m³/s (mayo de 1974).
| Caudal medio mensual del Yug en la estación hidrométrica de Gavrino (Datos calculados entre 1936-88, 53 años, en m³/s) |
| |